# Videoladen Zürich
Der Videoladen Zürich ist eine 1976 als Genossenschaft gegründete Film- und Videoproduktionsgesellschaft in Zürich (Schweiz).

## Geschichte
Die Mitglieder dokumentierten ab 1980 die Zürcher Openhauskrawalle aus der Perspektive der Jugendbewegung und die daraus entstandene Alternativkultur in der Wirtschaftsmetropole Zürich. Die Kompilation Züri brännt ist ein Schlüsselwerk im Bereich des politischen Videos. Ein Querschnitt durch die Werke der historisch bedeutsamen Gründungsphase des Videoladens wird in Freeze. Dokumentation einer Geschichte: Videoladen 1976–85 gezeigt.
Heute ist der Videoladen ein Dienstleistungsunternehmen im Bereich Produktion und Postproduction, das Film- und Videoausrüstungen vermietet.
Die Aufnahmen, die der Videoladen in der Periode der Jugendunruhen gedreht hatte, wurden ab 1997 – zusammen mit Aufnahmen der Videogenossenschaft Basel und dem Container TV Bern – im Auftrag der Stiftung Memoriav gesammelt und digitalisiert, um sie vor dem Zerfall zu retten. Die Aufnahmen sind im Schweizerischen Bundesarchiv und im Schweizerischen Sozialarchiv einsehbar.
Der Videoladen ist Teil der sozial und politisch motivierten Medienarbeit in den 1970er und 1980er Jahren. Diese wurde einerseits durch das gesellschaftliche Klima (68er-Bewegung), andererseits durch das Aufkommen von leicht zu transportierenden, bezahlbaren Videokameras begünstigt. In Deutschland gab es mit der Medienoperative Berlin, dem Medienladen Hamburg oder der Medienwerkstatt Freiburg vergleichbare Institutionen (vgl. Videogruppe).

## Produktionen
- 1979: Video uf de Gass
- 1980: Züri brännt (Thomas Krempke, Ronnie Wahli, Markus Sieber, Marcel Müller)[1]
- 1981: Keine Zeit sich auszuruhen – AJZ im Herbst 81
- 1981: 3 Actions
- 1984: Schnittwunden (Josy Meier, Pierre Mennel, Tomas Krempke)
- 1984: 1 Lovesong: Häuserkampf in Zürich
- 1986: Freeze. Dokumentation einer Geschichte: Videoladen 1976–85
- 1989: Ich lebe gern, ich sterbe gern (Claudia Acklin)
- 1994: Hunger nach Leben (Claudia Acklin)

## Mitglieder
Viele namhafte Schweizer Filmschaffende waren im Verlaufe ihrer Karriere Mitglied des Videoladens Zürich:
- Christoph Schaub (von 1981 bis 1992)
- Samir
- Werner Schweizer
- Martin Witz (von 1976 bis 1982)